# António Alcântara de Mendonça Dias

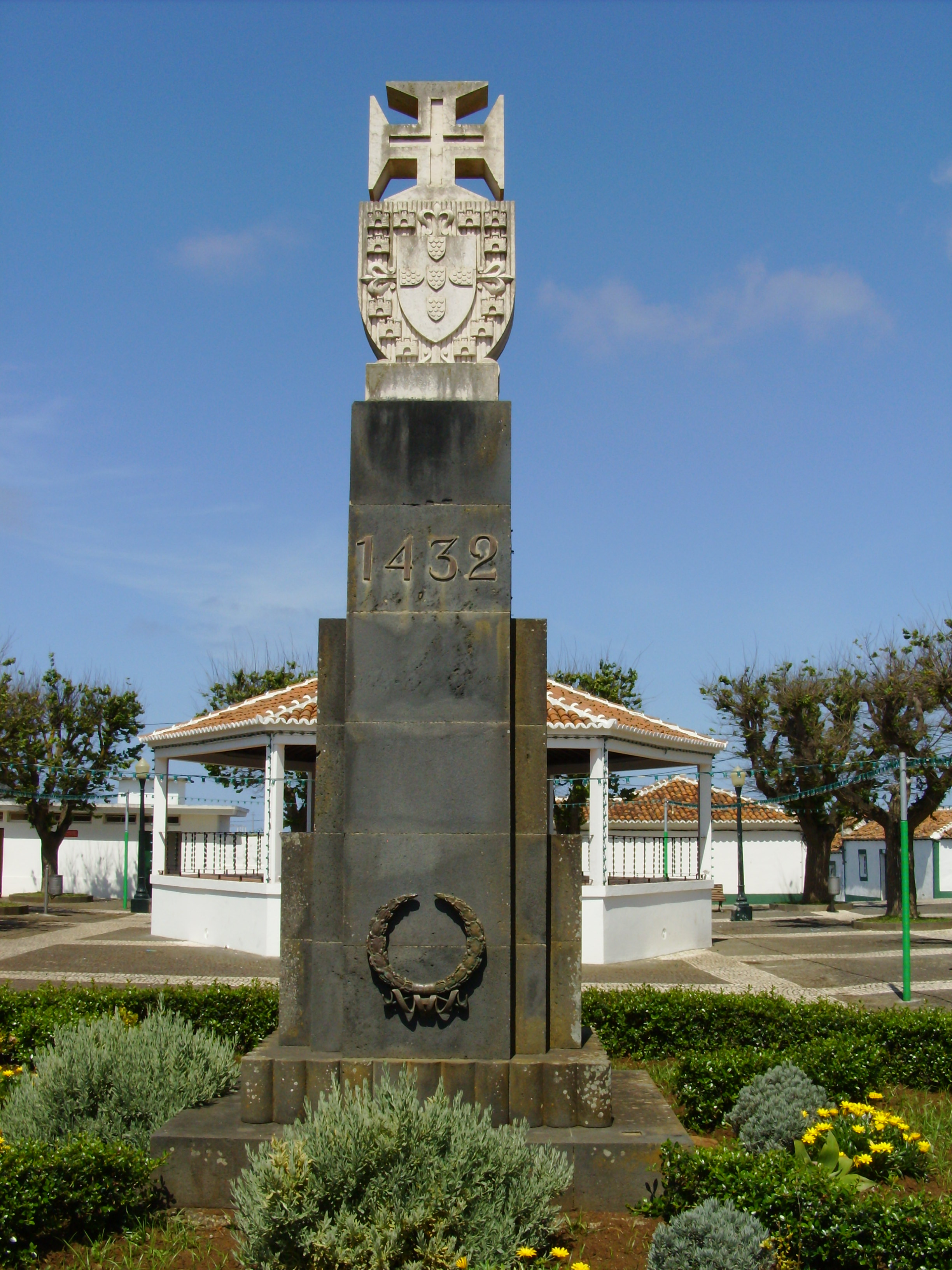
Padrão das Descobertas, Vila do Porto.

António Alcântara de Mendonça Dias (19 de setembro de 1904 - Ponta Delgada, 14 de julho de 1971) foi um meteorologista português.

## Biografia
Estudou na Faculdade de Ciências da Universidade de Lisboa, onde se graduou em Matemática.
Trabalhou no Serviço Meteorológico Nacional, tendo exercido a função de diretor do Observatório Magnético na cidade de Ponta Delgada, na ilha de São Miguel.
Desposou Maria da Natividade Gago da Câmara de Medeiros, com quem teve Leonor Gago de Medeiros de Alcântara Dias.

## Obra
É autor do projeto da Ermida de Nossa Senhora do Monte, na vila da Povoação, inaugurada em 1924, e do Padrão das Descobertas, no largo de Nossa Senhora da Conceição, em Vila do Porto, na ilha de Santa Maria, inaugurado em 15 de agosto de 1932.